# Oersted
Oersted (značka Oe) je jednotka intenzity magnetického pole v soustavě CGS. Je pojmenována po dánském vědci H. Ch. Oerstedovi. V jednotkách soustavy SI je oersted definován jako 1000/4π (≈79.5774715) ampérů na metr. V soustavě CGS je definován jako intenzita magnetického pole, u něhož prochází průřezem 1 cm2 jedna siločára.
Formálně je oersted roven jednotce gauss, ta se však v soustavě CGS používá pro vyjádření magnetické indukce B a pouze ve vakuu platí B = H.